# Луцій Фульвій Русцій Гай Бруттій Презент
Луцій Фульвій Русцій Гай Бруттій Презент (119 — після 180) — політичний та військовий діяч Римської імперії, двічі консул 153 і 180 років.

## Життєпис
Походив з роду нобілів Брутіїв, який виходив з Брутія і Луканії. Син Гая Брутія Презента, консула 139 року, та Лаберія Гостилії Криспіни. У зв'язку з родинними зв'язками з родом Фульвіїв додав до свого імені ще Луція Фульвія Русція.
Військову службу розпочав у 136 році у III Гальському легіоні, що розташовувався у Сирії. Державну кар'єру розпочав з посади квестора (втім рік займання та діяльність не відомі). У 139 році Брутій отримав від імператора Антоніна Пій патриціанське звання. У 153 році став консулом (разом з Авлом Юнієм Руфіном). З 166 до 167 року — проконсул провінції Африка. Потім брав участь у поході Марка Аврелія проти сарматського племені язигів. У 178 році з донькою Гая Брутія одружився син Марка Аврелія — Коммод. У 178 році взяв участь у поході проти квадів і маркоманів. У 180 році вдруге став консулом разом з Секстом Квінтілієм Кондіаном. Подальша доля невідома, напевне незабаром помер.

## Сім'я
- Луцій Бруттій Квінцій Криспін, консул 187 року.
- Брутія Криспіна, дружина імператора Коммода.